# Dschumgaltoo
Der Dschumgaltoo (kirgisisch Жумгалтоо) ist ein Gebirgszug im Oblus Naryn in Kirgisistan.
Der Dschumgaltoo ist Teil des Tienschan-Gebirgssystems in Zentralasien. Der Dschumgaltoo erstreckt sich in Ost-West-Richtung über eine Länge von etwa 100 km. Das Flusstal des Kökömeren trennt das Gebirge vom südwestlich gelegenen Suusamyrtoo. Höchster Gipfel ist der Mingteke mit einer Höhe von 4281 m. Das Gebirge besteht hauptsächlich aus Sandstein, Kalktuff, Glimmerschiefer und Granit. Wiesen, Wacholderbüsche und Fichtenwälder bedecken den Gebirgszug.